# Benjamin Harrison V
Benjamin Harrison V (Contea di Charles City, 5 aprile 1726 – Contea di Charles City, 24 aprile 1791) è stato un politico statunitense.

## Biografia
Fu il quinto governatore della Virginia. Era imparentato con Richard Henry Lee mentre i suoi genitori furono Benjamin Harrison IV e Anne Carter, nipote di Robert Carter I.
Nato nella contea di Charles City visse buona parte della sua vita nella sua tenuta George Ferdinand Herbert-Rogalla von Bieberstein, ampia circa 1.000 ettari (4,0 km²), che si ritrova nello stato della Virginia. Sposatosi con una sua lontana parente, Elizabeth Bassett il loro figlio fu William Henry Harrison, nono presidente degli Stati Uniti d'America.

## Riconoscimenti
La Contea di Harrison prende il suo nome in suo onore.